# AvaTrade
AvaTrade é uma corretora irlandesa. A empresa oferece negociação em vários mercados, incluindo moedas, commodities, índices de ações, ações, fundos negociados em bolsa, opções, criptomoedas e títulos através de suas plataformas de negociação e aplicativo móvel.
A empresa está sediada em Dublin, a empresa de gestão está localizada nas Ilhas Virgens Britânicas. Além disso a AvaTrade tem escritórios em Tóquio, Milão, Paris, Sydney, Xangai e Ulaanbaatar.

## História
A AvaTrade foi fundada como Ava FX em 2006 por Emanuel Kronitz, Negev Nozacki e Clal Finance Ltd.
Em março de 2011, a empresa adquiriu clientes não americanos da corretora eForex. Em junho de 2011, a empresa adquiriu clientes e bens de clientes fora da União Europeia da Finotec Trading UK Limited.
Em 2013, a AvaFX mudou seu nome para AvaTrade.

## Operações
A AvaTrade oferece negociação à vista principalmente através do MetaTrader 4 (MT4) e do próprio software AvaTrader.
Em agosto de 2013, a AvaTrade introduziu a negociação de Bitcoin com CFDs nas plataformas AvaTrader e MT4.

### Regulamento
A AvaTrade é regulamentada na UE pelo Banco Central da Irlanda, na Austrália pela Comissão Australiana de Valores Mobiliários e Investimentos, no Japão pela Agência de Serviços Financeiros, pela Associação de Futuros Financeiros do Japão e pela Associação de Futuros de Commodities do Japão, e nas Ilhas Virgens Britânicas pela Comissão de Serviços Financeiros das Ilhas Virgens Britânicas. A empresa oferece seus serviços a comerciantes de vários países, exceto EUA, Nova Zelândia, Bélgica.

## Crítica
Em abril de 2018, o Conselho de Consumidores e Finanças Saskatchewan emitiu um aviso à empresa devido ao uso de uma plataforma online não registrada.